# Fäladstjärnen, Lappland
Fäladstjärnen är en sjö i Lycksele kommun i Lappland och ingår i Öreälvens huvudavrinningsområde.